# Verónica Macamo
Verónica Nataniel Macamo Ndlhovo (Gaza (província), 13 de Novembro de 1957) é uma política que atuou como Presidente da Assembleia da República de Moçambique de 12 de Janeiro de 2010 até 15 de Janeiro de 2020, tornando-se na primeira mulher a presidir este órgão.

## Biografia, educação e vida pessoal
Veronica Nataniel Macamo Ndlhovo nasceu em 13 de novembro de 1957, em Bilene , na província de Gaza. Ela é casada e tem 3 filhos. Ndlhovo formou-se em Direito pela Universidade Eduardo Mondlane em 1994. Ela também fez um curso de física e matemática na mesma universidade.

## Experiência
Antes de se tornar Presidente da Assembleia, Macamo começou a trabalhar para a Frelimo mesmo antes da independência, e depois que Moçambique se tornou independente trabalhou em muitas áreas do partido. Ela esteve envolvida em trabalhos sociais, trabalhando na Comissão Política da Preparação Política Militar em Moamba, de 1975 a 1977, como Assessora Jurídica de Empresas desde 1994, Conselheira para Justiça de 2005 a 2007, e como Conselheira para Justiça e Presidente do Conselho de Administração do Fundo de Turismo de 2000 a 2009. Ela também trabalhou com organizações de mulheres, sendo Secretária Nacional para a Formação da Organização das Mulheres Moçambicanas (OMM) de 1985 a 1989 e foi depois eleita Membro Honorária da OMM e Chefe do Departamento de Mulheres na Sede do Comité Central, de 1994 a 1995. Como política, Ndlhovo foi eleita para a Assembleia em 1999 pela província de Gaza . Em 1999, foi eleita vice-presidente da Assembleia Nacional. Em 2004, ela também era membro do Parlamento Pan-Africano de Moçambique.
 

Ndlhovo foi eleita como a primeira mulher presidente da Assembleia em 2010, com um total de votos de 192 em 194. Como presidente da Assembleia, Ndlhovo é conhecida por sua forte personalidade.[carece de fontes?] Ela deu sua opinião em tópicos relacionados à política em Moçambique e desempenhou um papel importante na criação de leis, incluindo leis relativas ao casamento entre adolescentes e abuso de crianças.